# Druga Liga 2022
La Druga Liga 2022 è l'11ª edizione del campionato di football americano di secondo livello, organizzato dalla SAAF.

## Squadre partecipanti
| Club                     | Città      | Stadio | Sponsor ufficiale | Risultato nella stagione 2021 |
| ------------------------ | ---------- | ------ | ----------------- | ----------------------------- |
| Bucharest Rebels         | Bucarest   |        |                   |                               |
| Klek Knights             | Zrenjanin  |        |                   |                               |
| Kraljevo Royal Crowns    | Kraljevo   |        |                   |                               |
| Mladenovac Forestlanders | Mladenovac |        |                   |                               |

## Stagione regolare

### Calendario

#### 1ª giornata
| 2022 | Klek Knights | 0 – 39 | Bucharest Rebels |  |

| 2022 | Mladenovac Forestlanders | 12 – 0 | Kraljevo Royal Crowns |  |

#### 2ª giornata
| 2022 | Kraljevo Royal Crowns | 6 – 26 | Bucharest Rebels |  |

| 2022 | Klek Knights | 13 – 0 | Mladenovac Forestlanders |  |

#### 3ª giornata
| 2022 | Mladenovac Forestlanders | 0 – 35 | Bucharest Rebels |  |

| 2022 | Klek Knights | 33 – 0 | Kraljevo Royal Crowns |  |

### Classifica
La classifica della regular season è la seguente:
- PCT = percentuale di vittorie, G = partite giocate, V = partite vinte,  P = partite perse, PF = punti fatti, PS = punti subiti

| Pos. | Squadra                  | PCT   | G | V | N | P | PF  | PS |
| ---- | ------------------------ | ----- | - | - | - | - | --- | -- |
| 1    | Bucharest Rebels         | 1.000 | 3 | 3 | 0 | 0 | 100 | 6  |
| 2    | Klek Knights             | .667  | 3 | 2 | 0 | 1 | 48  | 39 |
| 3    | Mladenovac Forestlanders | .333  | 3 | 1 | 0 | 2 | 12  | 48 |
| 4    | Kraljevo Royal Crowns    | .000  | 3 | 0 | 0 | 3 | 6   | 73 |

## IV Finale
| 7 maggio 2022 | Bucharest Rebels | 32 – 0 referto | Klek Knights |  |

## Verdetti
- Bucharest Rebels Vincitori della Druga Liga e promossi in Prva Liga 2023